# 洁雅股份
铜陵洁雅生物科技股份有限公司（深交所：301108，简称：洁雅股份），是中国深圳证券交易所的一家上市公司，主要从事湿巾类产品的研发、生产与销售。
公司前身为1999年8月由蔡英传、冯燕二人出资设立的洁雅有限，2008年12月整体变更为股份有限公司。2021年12月3日，在深圳证券交易所创业板上市。
2021年，公司实现营业总收入9.84亿元，同比增长32.49%；实现净利润2.20亿元，同比增长22.50%。